# 广州地铁13号线
广州地铁13号线是广州地铁的运营中的路线之一，屬於城市軌道交通系統，代表色為橄榄綠。全線均位於地下，现时连接广州市增城区新沙和黄埔区的鱼珠。
13號线被定位為東西快線，與定位為南北快線的3號线一同組成廣州市軌道交通網絡中的東西南北「十」字型骨幹。路線分為首期及二期兩段，分開建設。现时首期已建成开通，待二期建成后线路将延长至白云區西部的朝陽，提供一條東西向貫穿廣州市區的鐵路，同時亦為廣州東部以及西部地區的一條快速進城通道，有助加強東西兩翼與市區的聯繫。

## 概要
首期線路西起黄埔区鱼珠站，出鱼珠站后转向东先后下穿鱼珠木材厂、煤炭厂、省糖铁路支线三条铁路线，再穿越狮子桥涌后沿规划路、海员路向东经乌涌后折向东北，在石化路处转入黄埔东路。然后线路继续东行，穿过双岗村的几处民房，跨过黄埔新港支线铁路线、开发大道立交、金竹山路，折向东北跨过规划东鹏大道立交。再跨过规划罗南路立交折向东接入新塘大道西，之后线路下穿广深高速公路接入新塘大道，过东江大道后折向北，下穿规划地块后线路折向东，在广深铁路与穗深城际铁路相交处设新塘站；之后线路继续向东，大致沿广深铁路南側的環城路行進，最后线路向东在新沙公路处设終點站新沙站。
首期工程线路长28.3公里。設11個車站，主要功能为加强增城新塘地区与中心城区的联系。
首期工程在官湖站南侧设置车辆段一座，设置墩美、南顺两座主变电所。
首期工程的控制中心暂设于官湖车辆段内，计划待二期工程建设后搬迁至由11号线工程负责建设、位于赤沙车辆段内的赤沙区域控制中心。

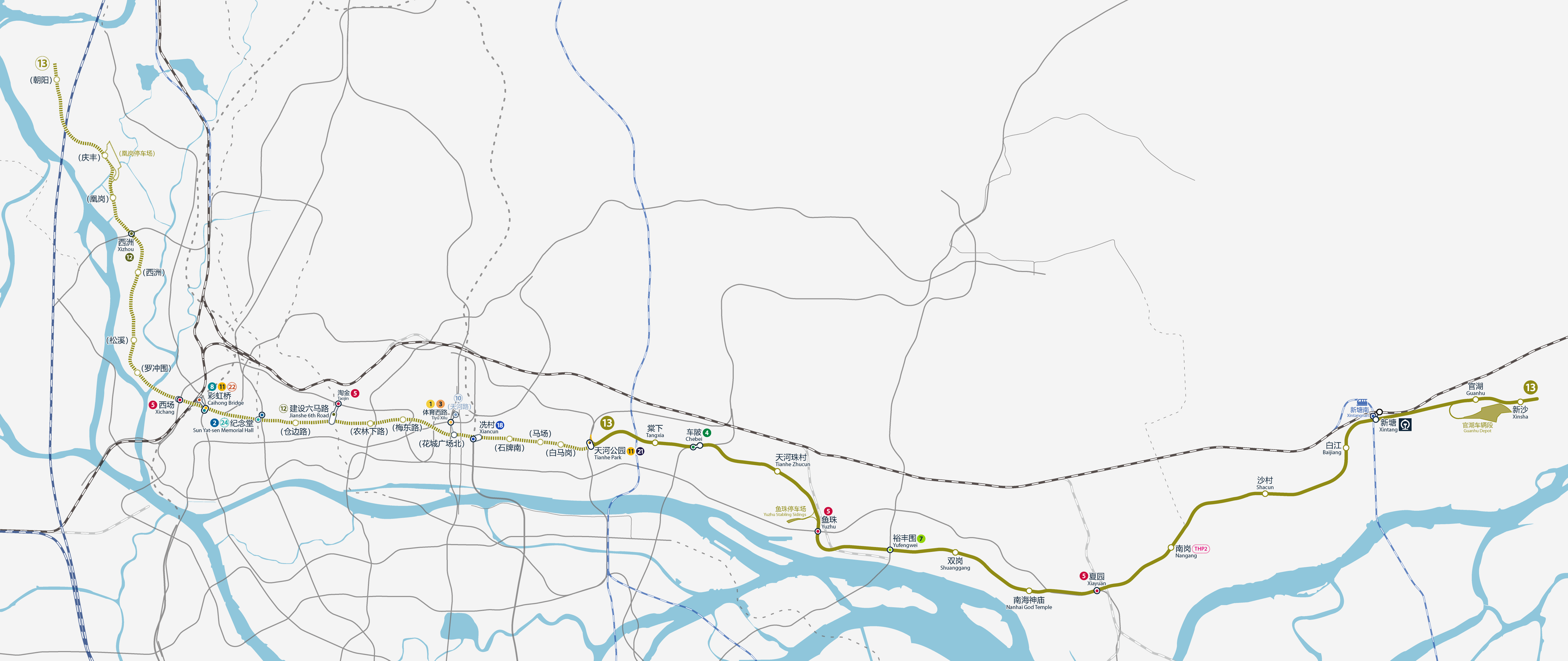
13號線線路圖，按真實走向比例繪畫，含在建的13號線二期

## 歷史

### 規劃
在1997年的《廣州市城市快速軌道交通線網規劃研究（最終報告）》中，當時的3號線茅崗立交至新塘一段，即是現時13號線首期的雛型。之後在2003年方案中，1997年規劃的3號線成為現時的5號線，依然包含此段。隨後2003年方案中，5號線茅崗立交以東路段划为新设的9号线，两线在茅崗立交南邊（今魚珠站）交匯；9号线以东沿荔新大道大幅延長，進入增城市。而当时9号线经中山大道、天河北路行走的路段，则为现时13号线二期路段的雏形。2005年的规划方案对2003年方案进行微调，当中9号线与14号线互换编号。
進入2008年，軌道交通線網規劃再次作出變更，原14號線被分拆。棠下至新塘站之間的一段成為現時的13號線，并向东延长至象頸嶺（現新沙站）；棠下以西路段改为穿過天河公园，轉入黃埔大道，然後沿東風路、增槎路延長至凰岗。2010年後，線路西端向北延長至朝陽，最终形成現時13號線的走向。
另外，在2008年方案中，13号线会在沙浦（今南海神庙站西侧）分出支线至黄埔客运港，规划将来延伸至东莞并形成广莞城际，但后续该方案未能落实，最终该支线被划入5号线，成为其东延段的一部分。
2009年，鉴于穗莞深城际铁路广州一端终点站由鱼珠改为新塘，当局提出以“穗莞深城际铁路广州段连接工程”的名义提前建设13号线一期（鱼珠至象颈岭），以接驳5号线；广州市发改委亦曾表态支持先期实施鱼珠至新塘段。惟因线路未获批复，上述想法未能如愿进行。
在2012年，地鐵方面鉴于市区段和东部外围地区段客流差异大，曾經考慮13號線在天河公園及棠下之間分拆，讓13號線能夠分別以兩站為終點站兼換乘站，分段運營。後來該方案被取消，13號線不再考慮分段運營。
13號線在最初規劃時考慮使用4節編組L型列車進行營運，但後來由於开通初期僅使用3節編組B型列車的3號線和4節編組L型列車的6號線過於擁擠，意味着「小編組高密度」模式無法滿足骨幹線路的需要，故地鐵公司其後對13號線全線重做客流預測，並在正式設計時改為直接使用8節編組A型列車。
2016年，地鐵方面預測13號線首期開通後，將會加重5號線本已巨大的客流压力，故將13號線二期天河公園至魚珠段截出为「首期延伸線」，提前上報審批立項，期望提前建設以分流未來魚珠站的部分換乘客流。但最終該段未能獲得國家發改委立項，現時實際回歸為二期的一部分一同上報審批立項，工期亦與二期其它路段統一編排，同期建設。
2017年第一季，二期工程（含首期延伸線）獲國家發改委批覆立項。10月15日，廣州市發改委正式批覆13號線二期工程可行性研究報告。

### 建設

#### 首期工程
2012年7月25日，中铁第四勘察设计院开始公示一期工程（鱼珠—象颈岭）环境影响报告。2013年7月29日，环保部正式受理13号线一期工程环评。同年12月16日，廣東省發改委正式批覆13號線一期工程可行性研究報告。
2014年5月7日，十三号线鱼珠至象颈岭左线盾構隧道顺利贯通，标志着地铁13号线路首期工程（鱼珠—象颈岭）第一个区间隧道顺利贯通。2015年3月28日，东洲站主体结构封顶，成为全线首个主體結構封顶的车站。
2015年4月15日，广州地铁十三号线首期工程夏园站正式施工，标志着十三号线所有车站全面开建。2017年1月19日該站主体结构封顶，歷時1年9個月。
2016年9月21日，广州市民政局开始对13号线首期11个车站的初定站名开始公示，6个站名与施工站名不同，其中包括了具有标志性场所指向性的“南海神庙”站。
2017年2月28日，南岗站主体结构实现封顶，标志着十三號線首期全线車站完成主体结构工程。5月23日，夏园站至南岗站盾構隧道完工，標誌着十三號線全線隧道貫通。8月5日，十三號線全線電通。8月18日，十三號線全線軌道貫通，標誌著十三號線工程已進入尾聲。首期全部車站及軌行區已於2017年9月25日從建造事業總部將屬地管理權、調度指揮權、設備操作維護使用權移交給營運事業總部，隨即進入營運調試階段。从10月11日开始全线进行营运时刻表演练，不载客试运行。
2017年12月28日，13号线首期正式开通运营。

#### 二期工程

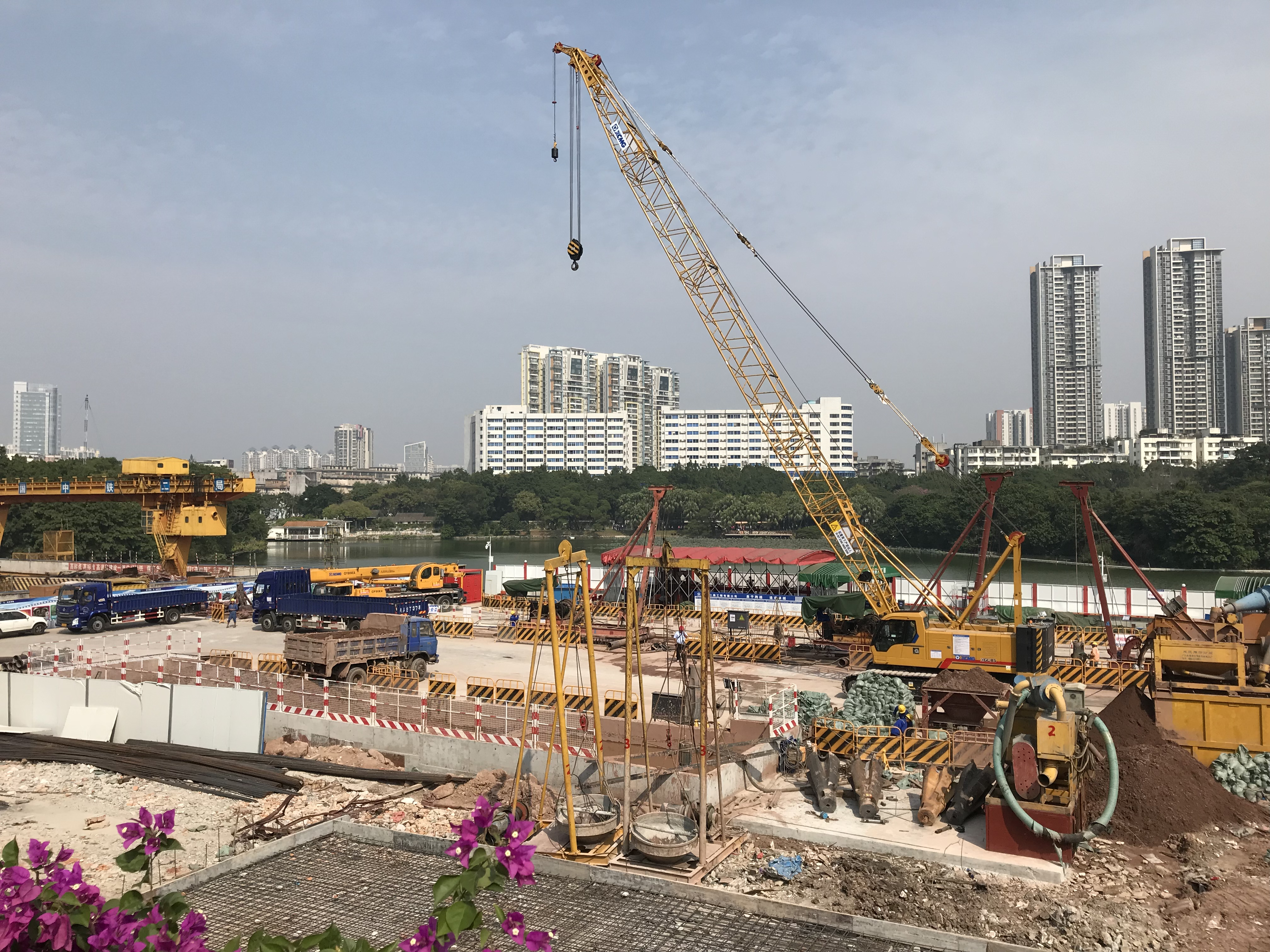
建造中的彩虹桥站（2017年11月）

2017年12月26日，13号线二期工程第一個工點正式動工建設，但直到2019年才全面开工。
2020年6月，二期工程白马岗至天河公园区间右线隧道贯通，这也标志着白马岗至天河公园区间隧道双线贯通，成为二期首个双线隧道贯通的区间。2020年12月30日，庆丰站实现主体结构封顶，成为二期首座封顶的车站。
2022年8月29日，建設六馬路站开始进行地铁施工，为12號線和13號線二期最后开工的车站。
2023年11月，冼村至鱼珠段开始铺轨。2024年8月，13號綫二期隧道全部貫通。同年9月14日，冼村至鱼珠段实现短轨贯通。同年9月20日，魚珠停車場完成“三權”移交。2025年1月，计划作为首通段的天河公园至鱼珠段完成通电；该段轨道工程后于同年4月2日通过验收；同年4月28日，該段軌行區完成“三權”移交。
2025年7月，珠村、棠下以及天河公园站等首批三座车站完成“三权”移交。7月下旬，本线启动不载客运营调试，并与十三号线一期贯通运营，在工作日和周末高峰期分别上线15和14列车，并压缩行车间隔至6分钟。
截至2025年8月，13号线累计土建进度完成91%。其中，天河公园至鱼珠段土建工程累计完成98%，该段4座车站以及轨行区均进入运营调试阶段。该线剩余19座车站中，1座已“三权”移交，16座进行机电施工，2座进行土建施工；19个区间及出入场线已贯通，正在进行机电施工；凰岗停车场及盖体进行土建及机电施工。

## 车站
13号线目前设有11个车站。
| 車站編號                                                                                  | 站名及配色                      | 站名及配色                                           | 换乘路线                        | 所在地                          | 啟用時間                        | 车站形式                        |
| 13號線                                                                                    | 13號線                          | 13號線                                               | 13號線                          | 13號線                          | 13號線                          | 13號線                          |
| ↑接續在建二期路段（朝陽－魚珠）                                                           | ↑接續在建二期路段（朝陽－魚珠） | ↑接續在建二期路段（朝陽－魚珠）                      | ↑接續在建二期路段（朝陽－魚珠） | ↑接續在建二期路段（朝陽－魚珠） | ↑接續在建二期路段（朝陽－魚珠） | ↑接續在建二期路段（朝陽－魚珠） |
| ----------------------------------------------------------------------------------------- | ------------------------------- | ---------------------------------------------------- | ------------------------------- | ------------------------------- | ------------------------------- | ------------------------------- |
| 1301                                                                                      |                                 | 鱼珠                                                 | 5号线 521、28号线               | 黄埔区                          | 2017年12月28日                  | 地下侧式站台                    |
| 1302                                                                                      |                                 | 裕丰围                                               | 7号线 713                       | 黄埔区                          | 2017年12月28日                  | 地下岛式站台                    |
| 1303                                                                                      | 双岗                            |                                                      |                                 | 黄埔区                          | 2017年12月28日                  | 地下岛式站台                    |
| 1304                                                                                      |                                 | 南海神庙                                             |                                 | 黄埔区                          | 2017年12月28日                  | 地下岛式站台                    |
| 1305                                                                                      |                                 | 夏园                                                 | 5号线 527                       | 黄埔区                          | 2017年12月28日                  | 地下岛式站台                    |
| 1306                                                                                      | 南岗                            | 黄埔有轨2号线                                        |                                 | 黄埔区                          | 2017年12月28日                  | 地下岛式站台                    |
| 1307                                                                                      | 沙村                            |                                                      | 增城区                          |                                 | 2017年12月28日                  | 地下岛式站台                    |
| 1308                                                                                      | 白江                            |                                                      | 增城区                          |                                 | 2017年12月28日                  | 地下岛式站台                    |
| 1309                                                                                      | 新塘                            | 28号线 新塘站 新塘南站：穗深城際鐵路、新白广城際鐵路 | 增城区                          | 地下双岛式站台[L16]             | 2017年12月28日                  |                                 |
| 1310                                                                                      | 官湖                            |                                                      | 增城区                          | 地下岛式站台                    | 2017年12月28日                  |                                 |
| 1311                                                                                      | 新沙                            |                                                      | 增城区                          | 地下岛式站台                    | 2017年12月28日                  |                                 |
| 註釋                                                                                      |                                 |                                                      |                                 |                                 |                                 |                                 |
| - 所有以斜体标识的线路和车站均未开通。 - L16 13號線预留與16號線共用，其中13號線使用外側。 |                                 |                                                      |                                 |                                 |                                 |                                 |
| 论 编                                                                                     |                                 |                                                      |                                 |                                 |                                 |                                 |

| 在建二期路段 | 在建二期路段         | 在建二期路段                                                  | 在建二期路段         | 在建二期路段         | 在建二期路段         |
| 拟使用站名 | 规划站名             | 换乘路线                                                      | 所在地[2]            | 啟用時間             | 车站形式             |
| 13號線二期（后通段） | 13號線二期（后通段） | 13號線二期（后通段）                                          | 13號線二期（后通段） | 13號線二期（后通段） | 13號線二期（后通段） |
| --- | -------------------- | ------------------------------------------------------------- | -------------------- | -------------------- | -------------------- |
| （未定） | 朝阳                 |                                                               | 白云区               | 預計2027年           | 地下岛式站台         |
| （未定） | 庆丰                 |                                                               | 白云区               | 預計2027年           | 地下岛式站台         |
| （未定） | 凰岗                 |                                                               | 白云区               | 預計2027年           | 地下岛式站台         |
| 西洲 | 槎头                 | 12号线 1203                                                   | 白云区               | 預計2027年           | 地下岛式站台         |
| （未定） | 13号线西洲           |                                                               | 白云区               | 預計2027年           | 地下岛式站台         |
| （未定） | 松溪                 |                                                               | 白云区               | 預計2027年           | 地下岛式站台         |
| （未定） | 罗冲围               |                                                               | 白云区               | 預計2027年           | 地下叠式侧式站台     |
| 西场 | 西场                 | 5号线 504                                                     | 荔湾区               | 預計2027年           | 地下側式站台         |
| 彩虹桥 | 彩虹桥               | 8号线 811、11号线 1116、22号线                                | 越秀区               | 預計2027年           | 地下雙岛式站台[L11]  |
| 纪念堂 | 纪念堂               | 2号线 214、24号线                                             | 越秀区               | 預計2027年           | 地下岛式站台         |
| （未定） | 仓边路               |                                                               | 越秀区               | 預計2027年           | 地下岛式站台         |
| 建设六马路 | 建设六马路           | 12号线 1214 淘金站：5号线 508                                 | 越秀区               | 預計2027年           | 地下分离式岛式站台   |
| （未定） | 农林下路             |                                                               | 越秀区               | 預計2027年           | 地下岛式站台         |
| （未定） | 梅东路               |                                                               | 越秀区               | 預計2027年           | 地下岛式站台         |
| （未定） | 花城广场北           | 體育西路站[虚拟]：1号线 114、3号线 311 天河路站[虚拟]：10号线 | 天河区               | 預計2027年           | 地下分离式岛式站台   |
| 冼村 | 冼村                 | 18号线 1808                                                   | 天河区               | 預計2027年           | 地下分离式岛式站台   |
| （未定） | 石牌南               |                                                               | 天河区               | 預計2027年           | 地下分离式岛式站台   |
| （未定） | 马场                 |                                                               | 天河区               | 預計2027年           | 地下分离式岛式站台   |
| （未定） | 白马岗               |                                                               | 天河区               | 預計2027年           | 地下岛式站台         |
| 13號線二期（首通段） |                      |                                                               |                      |                      |                      |
| 天河公园 | 天河公园             | 11号线 1104、21号线 2102                                      | 天河区               | 預計2025年           | 地下一岛两侧式站台   |
| 棠下 | 棠下                 |                                                               | 天河区               | 預計2025年           | 地下岛式站台         |
| 車陂 | 車陂                 | 4号线 423                                                     | 天河区               | 預計2025年           | 地下分离式岛式站台   |
| 珠村 |                      |                                                               | 天河区               | 預計2025年           | 地下分离式岛式站台   |
| ↓接續首期路段（魚珠－新沙） |                      |                                                               |                      |                      |                      |
| 註釋 |                      |                                                               |                      |                      |                      |
| - 13号线二期仍在建。除与既有线路的换乘站外，所示站名均为工程名，最终名称须以有关部门批复为准。 - 所有以斜体标识的线路和车站均未开通。 - 2 所在地以本线站台位置为准。 - L11 13號線與11號線共用，其中13號線使用内側。 - 虚拟 现时未有条件建设换乘通道，预计将实施虚拟换乘。 |                      |                                                               |                      |                      |                      |
| 论 编 |                      |                                                               |                      |                      |                      |

### 换乘站
13号线現時有3個换乘站。
已投入使用
- 魚珠站：換乘5號线，亦為首期工程之西端終點站。十字相交型換乘，13號線在上，5號線在下。5号线建设时仅預留供4節編組L型車使用的結構，而13號綫改為使用8節編組A型車，故動工時對預留結構進行了擴建。
- 裕豐圍站：换乘7号线。13號線與7號線為L型節點換乘。13號線在上，7號線在下。
- 夏園站：換乘5號线。两线大致平行，需经站厅换乘。13号线建设时已预留站廳換乘條件。[33]

二期換乘站
- 車陂站：換乘4號线，兩線大致平行，4號線建設時仅預留在車站北側新建13號線車站条件，惟現時設計中13號線車站位處4號線車站東北側，13號線屆將設有換乘通道連接13號線站廳及4號線月台，實現兩線的換乘。
- 天河公園站：換乘11號线和21號綫。三線車站統一設計，同步建成。但将来13号线换乘两线需通过站厅进行换乘。
- 冼村站：換乘18號线，13號線的車站位於黃埔大道南側，與位於冼村路的18號線車站呈L型相交，為站台節點換乘和站廳換乘。
- 花城廣場北站：前往體育西路站換乘1號线和3號线。因週邊條件所限，预计本站近期將以地面换乘通道和虚拟换乘的方式连接体育西路站[34]，地下站内换乘通道計劃留待未來車站週邊進行舊城改造時再增建[35]。同時，亦可經過體育西路站前往天河路站的通道換乘10號线。
- 建设六马路站：换乘12号线。本站將由12號線統一設計，同步施工，預計為站台及站廳換乘；同时计划在12号线车站设有换乘厅连通5號線淘金站，實現三线之间換乘。
- 紀念堂站：換乘2號线和24號線。2號線建設時未作出預留，預計為站廳通道換乘；而本线建设时已为24号线作出预留，13号线站台设有通往24号线站台的换乘节点[36]。
- 彩虹橋站：換乘8號线、11號線和22号线。三線車站統一設計。13號線與11號线為双岛式站台平行換乘，與8號線為L型站台節點換乘及站廳換乘；而22号线与其它三线为站厅长通道换乘。
- 西場站：換乘5號綫，5號線建設时雖未作出預留，但預計建造13號線時將會增建扶梯直接連接兩線站台實現換乘。
- 西洲站：換乘12號綫[37]。12和13號線兩線車站統一設計，12号线站台位于负二层，13号线站台位于负三层，預計為站台T型節點換乘。

规划中
- 魚珠站：计划换乘28號线。
- 裕豐圍站：计划换乘25号线。25號線為遠期線路，7號線建設時已預留換乘節點。25号线与13号线预计需经7号线站台或站厅换乘。
- 新塘站：此站在建设期间就已建成雙島式月台，可供规划中的16號线實現站台平行换乘。同时亦為16號綫的終點站。
- 新沙站：计划换乘27號线。
- 朝陽站：计划换乘29號线。

### 设计风格
13号线首期各站以“粤商珠水”为设计主题，天花采用与灯具一体式设计的镂空式水纹图案装饰，以减少空间压抑感。亦选取南海神庙站作主题车站，展现海上丝绸之路发祥地的历史风貌。

## 行車安排
十三號線目前採取單一路線營運，所有列車皆往返魚珠站及新沙站之間。高峰期班次為8至9分鐘一班。有时间隔会在11-13分钟左右。

## 乘客量
13號線首期連接黃埔區南部和增城區新塘鎮，亦是廣州東部連接市區的其中一條地鐵通道。沿線均以住宅區為主，僅黃埔區一段沿線附近有工業區分佈。客流以來往廣州市區通勤的乘客為主。13號線開通時即直接採用8節編組A型列車，沿線原來乘搭公交或BRT的乘客不少陸續轉投地鐵前往市區，但目前13號線列車仍未算十分拥挤。
車站方面，魚珠站作為13號線首期开通后与5号线的換乘站，也是沿線乘客進入廣州地鐵線網的必經之地。早高峰時段來自13號線的客流令魚珠站的客流急升，車站5號線月台和列車均十分擁擠。且5號線使用的6節編組L型列車，載客量僅為13號線的52.5%，雖然5號線班次比13號線頻密近3倍。5号线东延段开通后，开始有乘客通过夏园站换乘5号线，虽然分流了鱼珠站的换乘压力，但13號線依然加重了對5號線的客流壓力。預計在來往中心城區的13號線二期通車後，才能有效分流換乘5號線的乘客。
13號線首期開通僅一週的時間，日均客流已達到12.5萬人次；更令魚珠站及鄰近的5號線三溪站在13號線開通後的第二個工作週即需要開始實施客流控制措施。在2024年，13号线的日均客流量为12.42万人次。

## 列车

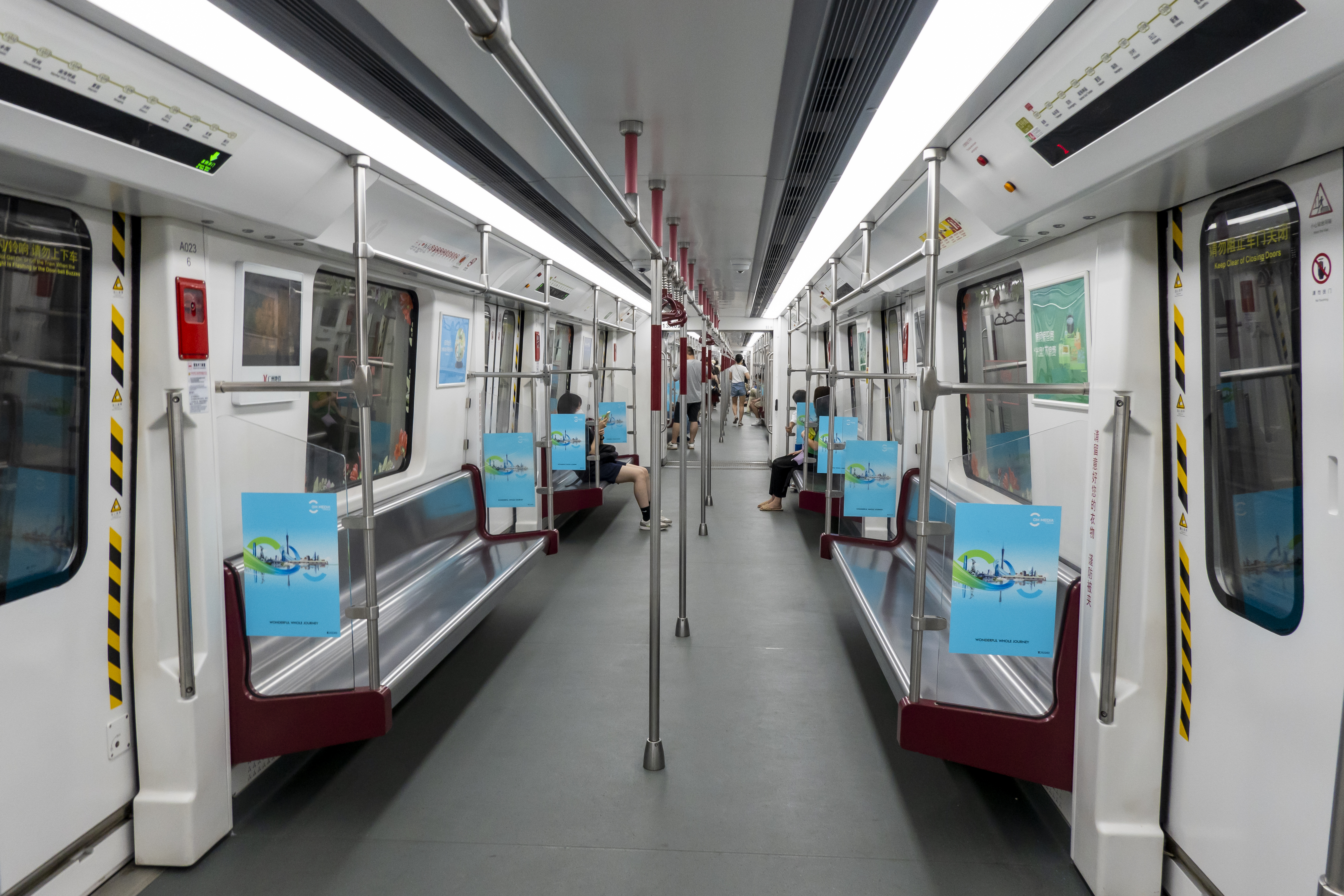
13号线车厢内部

全線确定初、近、远期均采用六动两拖8節编组A型列车，长度185.6米，列车最高运行速度100km/h，預計平均旅行速度为52km/h，是廣州第一條採用8节編組A型列車的地鐵線路。
根據設計年限客流預測和運輸能力安排，2019年（初期）配置列車數為136輛/17列，二期將會增購336輛/42列列車。
2015年，首期相關列車合約已被中國中車大连机车公司中標，簽訂7.4亿元採購合同。
2017年5月18日，首兩列列車交付廣州地鐵。

## 事故及意外
2020年5月22日，受当天凌晨广州的特大暴雨影响，官湖站、新沙站等站外出现区域性水淹和洪水，洪水倒灌至官湖站、新沙站和官湖至新沙隧道区间、相邻的官湖至新塘和沙村至南崗部分隧道，並导致官湖车辆段无法正常出车。地铁公司在当天早上6时许宣布13号线全线暫停運營，并安排接驳巴士行走于鱼珠至南岗沿线各站；翌日增城区部分地面道路积水退去，接驳巴士增加行走南岗至新沙沿线各站。5月29日，鱼珠至沙村段恢复服务；6月13日，沙村至新沙段恢复服务，临时接驳巴士亦于同日停止运营。

## 争议

### 二期設站及換乘爭議
在本线二期的二次环评公示时，其并未在拥有众多重要机构及住宅区的东风西路—人民路口设站，该处在地铁规划完成后距离周围的地铁站需步行至少一公里，造成较大不便；因此有市民从覆盖范围、未来新线和站间距离等各方面，提议在此处增设“广医站”。同时，坊间亦有本线二期增加四站的方案流出，除在广医一带增设的“东风西路站”，亦增设了石门村、棠下西及桃园路三站。但其后获批的二期工可报告中，车站数目仍维持在23站，未增设任何车站。
上述环评公示还显示，本线虽与市区的多条重要线路相交，但未有设置换乘；其中，花城广场北站无法与1、3号线体育西路站，农林下路站无法与5、6号线区庄站换乘；同期规划建设的10号线与本线在中山一立交底相交，但两线均未在此设站，亦无法进行换乘。
在媒体和市民的关注下，地铁方面和相关专家回应称，花城广场北站、10号线天河路站均已纳入体育西路区域换乘设计范围，但受车站位置无法变动、技术规定、3号线站后折返线结构、两侧建筑密集等因素影响，花城广场北站来往体育西路站的地下换乘通道暂时无法建设；亦有消息指两站将以地面换乘通道进行换乘，专家更推托称可换乘两次，经第三条线迂回到达。关于增设车站、农林下路站换乘等问题，地铁方面则未有回应。
在2022年8月的广州轨道交通规划意见征询中，亦有市民提及到此前未有设置的“中山一立交站”。结合当时市区段的建设进度较滞后，有分析认为在此设站具有可行性，且有望实现与26号线的直接换乘，分担体育西路站周边的交通压力。

## 未来发展

### 二期
二期建設路段，即朝陽至魚珠段，西起白云区朝阳站，沿规划槎神大道行进，隨後线路向南接入增槎路，隨後向南穿过北环高速公路、西场立交后进入东风西路，經過流花湖公園南側，下穿人民路高架、盘福立交、解放北路高架，掠過中山紀念堂和廣東省政府南側。隨後線路繼續沿東風中、東路行走，掠過廣州起義烈士陵園北側，下穿農林高架和梅东路内环高架。隨後线路下穿中山一立交后转向黄埔大道敷设，經過珠江新城核心區北緣，向东下穿华南快速干线后在天府路口前折向东北，下穿天河公園。之後線路回復向東，轉向中山大道，在茅崗立交西側轉向南到達魚珠站，接入首期工程與其貫通。二期工程目前作為廣州市新一輪軌道交通（2016-2022）建設規劃方案的線路之一，已於2017年3月下旬獲國家發改委批覆立項。工程可行性報告亦已於10月中旬獲批。2017年12月26日，13號線二期在天河公園站動工。
二期全长33.6公里。設23個車站，主要功能为与首期共同构建城市东西快线，加强城市东西部区域与中心城区联系，同時滿足中部市區段沿線的全面地鐵覆蓋。
二期工程將增設兩個停車場，分別是位於慶豐站東北侧的凰崗停車場，以及位於鱼珠站西北侧（位於現有魚珠車輛段南側）的魚珠停車場。擴建21號線、11號線天河公園主變電所和11號線彩虹橋主變電所供13號線供電。二期工程亦将增购42列（336辆）列车，相关订单继续由中车大连中标。
由於地鐵公司預測13號線首期和21號線通車後，將會大幅加重5號線的客流壓力。因此，地鐵公司決定將13號線二期工程列為優先建設，以求儘快分流5號線的客流。